# 채령 (방송인)
채령(彩領, 1984년 4월 25일 ~ )은 대한민국의 방송인이다. 성균관대학교를 휴학한 후, VJ선발대회에서 VJ로 데뷔했다. 2011년 6월부터 웨더뉴스의 소라이브 코리아를 진행하고 있다. 채령이라는 가명의 뜻은 다양한 색을 가진 사람이 되고 싶다는 뜻이라고 한다.

## 경력
- KTF Fimm&웨더뉴스 글로벌 웨더자키 4기
- 2004년 - KMTV VJ선발대회 차세대 VJ

## 수상
- 2002년 - 월드주니어 선발대회 미

## 방송

### 현재
- 웨더뉴스 소라이브 코리아

### 과거
- KMTV - 생방송 뮤직큐
- MBC Movies  - 헐리웃리포트
- MBC - 연예플러스 리포터
- Mnet - 와이드 연예뉴스 리포터
- 온게임넷 - 채령의 게임톡, 켠김에 왕까지 게스트
- DMB 슈퍼주니어 강인의 천방지축라디오 리포터
- KBS2 - 연예가중계, 여유만만
- 2010년 5월 15일 ~ 12월 24일 KBS1 - 남북의 창
- 교통방송  - 기상캐스터
- SBS MTV - K-pop 뉴스 리포터
- 패션N - 스타일 배틀로얄 TOP CEO 2
- Y-STAR - 연예인사이드 리포터
- JTBC - 연예특종! 서바이벌 리포터
- TV조선 - 열린비평 TV를 말하다 MC(진행)

## 같이 보기
- 배수연
- 원자현
- 윤서희
- 이재은
- 정주희